# Vladimir Aškenazi

## Vladimir Aškenazi
(6. julij 1937, Gorki) – sovjetski (do leta 1962), islandski (od 1969) in ruski (od 2015) pianist, dirigent in skladatelj. Je tudi državljan Švice, kjer v resnici živi. Sedemkratni dobitnik grammyja.

### Biografija
Rojen v družini slavnega sovjetskega estradnega pianista Davida Aškenazija in matere Evstolije G. Aškenazi.
Glasbene sposobnosti je pokazal zgodaj, leta 1945 je vstopil v centralno glasbeno šolo, kjer je študiral pri Anaidi Sumbatyan.
Aškenazijev prvi samostojni koncert v Veliki dvorani moskovskega konservatorija je bil sestavljen izključno iz del, ki jih je napisal Chopin, in je potekal v aprilu 1955. Istega leta se je vpisal na konservatorij v razred Leva Oborina (asistent v razredu je bil B. Ya. Zemlyanski). 
Naslednje leto je kot pianist dosegel prvi večji mednarodni uspeh: prejel je drugo nagrado na Chopinovem tekmovanju v Varšavi in bil je prvi na tekmovanju kraljice Elizabete v Bruslju. Leta 1957 je imel svojo prvo turnejo v tujini (v Nemčiji).
Leta 1962 je Aškenazi osvojil prvo nagrado na drugem mednarodnem tekmovanju Čajkovskega v Moskvi.
Leto kasneje, po debiju v Londonu, se je Aškenazi odločil, da se ne bo vrnil nazaj domov, in skupaj s svojo ženo islandsko pianistko Torun Sofijo Yohannesdottir (diplomirala na moskovskem konservatoriju) ter sinom so se naselili v Angliji. Leta 1963 je Aškenazi v Londonu dobil mednarodno nagrado Harriet Cohen.
Leta 1969 se je družina preselila na Islandijo, kjer je Aškenazi začel dirigentsko kariero. V preteklih letih je vodil londonsko filharmonijo, Kraljevi filharmonični orkester (od 1987 do 1994), Simfonični orkester Cleveland, Berlin Radio orkester in druge. Danes Aškenazi nadaljuje svojo glasbeno kariero in  gostuje po vsem svetu kot pianist in dirigent.